# Sint-Dominicuskerk (Kraainem)
De Sint-Dominicuskerk is een rooms-katholiek kerkgebouw in de Vlaams-Brabantse plaats Kraainem, gelegen aan de Baron Albert d'Huartlaan 190.
Deze kerk bevindt zich in de wijk Stokkelbos, het onderdeel van de wijk Stokkel dat bij Kraainem werd gevoegd en dat betrekkelijk geïsoleerd ligt van de kern van Kraainem. Hij werd gebouwd in de tijd na de Tweede Wereldoorlog, toen Stokkelbos zich tot een villawijk ontwikkelde en behoefte aan een nieuwe parochiekerk ontstond.
De kerk werd omstreeks 1965 gebouwd naar ontwerp van André Milis in de stijl van het naoorlogs modernisme. Het gebouw heeft twee bouwlagen met de eigenlijke kerk op de bovenste verdieping en gemeenschapsruimten op de benedenste verdieping. De kerk is gedeeltelijk ingewerkt in de daar aanwezige helling. Hij heeft een betonnen draagconstructie.
De kerk bezit een wandtapijt uit 1965-1970 van Anne De Bodt-De Visscher (het Oneindige).